# Минков хан
Минковият хан, известен още като „Хана на хъшовете“ или „Тракийския хан“, е историческа странноприемница в българския град Бургас, служила като задграничен център на Одринския окръжен революционен комитет. 
Ханът е разположен на днешната улица „Фердинандова“ № 63, като негов собственик е Георги Чорбаджиев, бащата на писателя и деец на ВМОРО Петко Росен, който го отдава под наем на шурея си Тодор Минков, по поръчение на тракийската организация „Странджа”. На 19 февруари 1897 г. в него се провежда Учредителният първи конгрес на тракийските дружества в България. Конгресът е организиран и ръководен от Петър Драгулев, Иван Златанов, д-р Павел Ношков, Атанас Славов, капитан Петко Киряков, и Григор Дяков. С този акт се полагат основите на тракийското движение.
В следващите години в Минковия хан отсядат ръководителите на Одринския революционен окръг. В него е и жилището на Георги Минков – заместник-председател на Македоно-одринското дружество в града и задграничен представител на Одринския окръжен революционен комитет. В хана са посрещани и нощуват видни македоно-одрински дейци: Даме Груев, Пере Тошев, Гьорче Петров, Борис Сарафов, Михаил Герджиков, Лазар Маджаров, Стамат Икономов и много други. Тук пребивава и водачът на ВМОРО Гоце Делчев. В Бургас Делчев се среща с Георги Минков, запознава се с войводата Георги Кондолов и други представители на одринската емиграция. В него Делчев урежда работилница за саморъчно приготвяне на бомби, в която обучава първите бомбаджии. Оттук потеглят за Странджа и Одринска Тракия агитационни чети, делегати за конгреса на Петрова нива, куриери, пратки с оръжие и боеприпаси. В хана се получава тайната революционна кореспонденция.
На мястото на Минковия хан в комплекс „Възраждане“ днес има къща, на която през 1997 г. бургаското тракийско дружество „Антим I“ поставя паметна плоча. По повод 110 години от смъртта на Гоце Делчев през април 2013 бургаската структура на ВМРО поставя паметна плоча с неговото име.